# James Patrick Kelly
James Patrick Kelly (Mineola, 1951) è un autore di fantascienza statunitense.
Ha iniziato a pubblicare le sue opere nel 1970 e rimane una figura importante del panorama fantascientifico.

## Biografia
Kelly si è laureato magna cum laude all'Università di Notre Dame nel 1972 in letteratura inglese. Dopo la laurea iniziò a lavorare fulltime come scrittore di proposte commerciali fino al 1977. Partecipò al workshop sulla fantascienza a Clarion due volte.
Durante gli anni ottanta, assieme al suo amico John Kessel, iniziò ad interessarsi ai dibattiti Umanismo/cyberpunk. Sebbene Kessel e Kelly fossero dalla parte degli umanisti, Kelly scrisse alcuni racconti cyberpunk tra i quali The Prisoner of Chillon (1985) e Rat (1986). Il suo racconto Solstice (1985) fu pubblicato nella raccolta Mirrorshades di Bruce Sterling.
Kelly è stato più premiato per le sue opere fantascientifiche. Nel 1995 vinse il premio Hugo per Think Like a Dinosaur e nel 1999 per 10^16 to 1. 
Altre sue storie hanno vinto l'Asimov's Reader's Poll e SF Chronicle Award. È andato frequentemente in ballottaggio per il Premio Nebula, Locus Poll Award e per il Premio Theodore Sturgeon Memorial. 
Kelly ha prestato servizio presso New Hampshire State Council per le Arti fino al 1998 ed è stato alla presidenza dello stesso nel 2004.
Il suo romanzo breve Burn è stato candidato al premio Hugo 2006.

## Opere
- Dea Ex Machina (Galaxy Science Fiction, aprile 1975)
- Planet of Whispers (Bluejay Books, 1984)
- Freedom Beach (with John Kessel) (Tor Books, 1985)
- The Prisoner of Chillon (Asimov's Science Fiction, giugno 1986)
- Rat (The Magazine of Fantasy and Science Fiction, giugno 1986)
- Glass Cloud (Asimov's, giugno 1987)
- Look Into the Sun (Tor Books, 1989)
- Heroines (raccolta) (1990)
- Mr. Boy (Asimov's, giugno 1990)
- The Propagation of Light in a Vacuum (Universe 1, 1990)
- Pogrom (Asimov's, gennaio 1991)
- Wildlife (Tor Books, 1994)
- Pensare da dinosauri (Think Like a Dinosaur, Asimov's, giugno 1995, ed.it. Delos Digital 2016) (Vincitore del Premio Hugo)
- Think Like a Dinosaur and Other Stories (raccolta) (Golden Gryphon Press, 1997)
- 10^16 to 1 (Asimov's, giugno 1999) (Vincitore del Premio Hugo)
- Ninety Percent of Everything (con Jonathan Lethem e John Kessel) (F&SF, settembre 1999)
- Undone (Asimov's, giugno 2001)
- The Pyramid of Amirah (F&SF, marzo 2002)
- Strange But Not a Stranger (raccolta) (Golden Gryphon Press, 2002)
- La casa di Bernardo (Bernardo's House, Asimov's, giugno 2003, ed.it. Future Fiction 2015)
- Gli uomini sono un problema (Men Are Trouble, Asimov's, giugno 2004, ed.it. Delos Digital 2016)
- Nessunposto (The Edge of Nowhere, Asimov's, giugno 2005, ed.it. Delos Digital 2017)
- L'utopia di Walden (Burn, Tachyon Publications, 2005, ed.it. Delos Books 2008) (finalista Premio Hugo)
- The Leila Torn Show (Asimov's, giugno 2006)
- Feeling Very Strange: The Slipstream Anthology (coeditato con John Kessel) (Tachyon Publications, 2006), e presenta storie di Aimee Bender, Michael Chabon, Ted Chiang, Carol Emshwiller, Jeffrey Ford, Karen Joy Fowler, Theodora Goss, Jonathan Lethem, Kelly Link, M. Rickert, Benjamin Rosenbaum, George Saunders, Bruce Sterling, Jeff VanderMeer, e Howard Waldrop